# 安芸郡 (三重県)

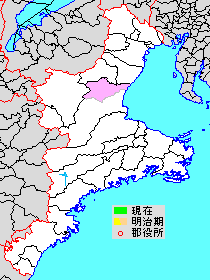
三重県安芸郡の範囲（桃：発足時）

安芸郡（あげぐん）は、三重県にあった郡。

## 郡域
1956年（昭和31年）に行政区画として発足した当時の郡域は、以下の区域にあたる。
- 津市の一部（河芸町各町・大里各町・高野尾町・安濃町各町・美里町各町）
- 亀山市の一部（楠平尾町・関町萩原・関町福徳）

## 歴史
- 昭和31年（1956年）9月30日 - 河芸郡・安濃郡の区域をもって安芸郡が発足。それに伴い下記の変更が行われる。（2町4村）
  - 旧・河芸郡（1町2村） - 河芸町・大里村・高野尾村
  - 旧・安濃郡（2村） - 美里村・安濃村
  - 河芸郡椋本村・明村・安濃郡安西村・雲林院村・河内村が合併して安芸郡芸濃町が発足。
- 昭和32年（1957年）1月15日 - 大里村・高野尾村が合併して豊里村が発足。（2町3村）
- 昭和33年（1958年）4月1日 - 芸濃町の一部（楠平尾の一部[1]）が亀山市に、一部（萩原・福徳）が鈴鹿郡関町にそれぞれ編入。
- 昭和48年（1973年）2月1日 - 豊里村が津市に編入。（2町2村）
- 昭和52年（1977年）1月15日 - 安濃村が町制施行して安濃町となる。（3町1村）
- 平成18年（2006年）1月1日 - 河芸町・芸濃町・安濃町・美里村が津市・久居市・一志郡香良洲町・一志町・白山町・美杉村と合併し、改めて津市が発足。同日安芸郡消滅。

### 変遷表
ここでは旧3郡（河曲郡・奄芸郡・安濃郡）時代からの変遷も記す。
| 旧 郡    | 明治以前       | 明治以前       | 明治初年 - 明治22年                 | 明治22年 4月1日 町村制施行 | 明治22年 - 明治29年        | 明治29年 3月29日 河芸郡発足 | 明治29年 - 大正45年          | 昭和元年 - 昭和24年          | 昭和25年 - 昭和31年         | 昭和25年 - 昭和31年         | 昭和31年 9月30日 安芸郡発足 | 昭和31年 - 昭和40年             | 昭和41年 - 昭和64年         | 平成元年 - 現在       | 現在   |
| -------- | -------------- | -------------- | ----------------------------------- | -------------------------- | -------------------------- | --------------------------- | ---------------------------- | ---------------------------- | --------------------------- | --------------------------- | --------------------------- | ------------------------------- | --------------------------- | --------------------- | ------ |
| 河 曲 郡 | 神戸城下       | 神戸城下       | 神戸城下                            | 神戸町                     | 神戸町                     | 河芸郡 神戸町               | 神戸町                       | 昭和17年12月1日 鈴鹿市の一部 | 鈴鹿市                      | 鈴鹿市                      | 鈴鹿市                      | 鈴鹿市                          | 鈴鹿市                      | 鈴鹿市                | 鈴鹿市 |
| 河 曲 郡 | 地子町村       | 一部を除く     | 地子町村                            | 神戸町                     | 神戸町                     | 河芸郡 神戸町               | 神戸町                       | 昭和17年12月1日 鈴鹿市の一部 | 鈴鹿市                      | 鈴鹿市                      | 鈴鹿市                      | 鈴鹿市                          | 鈴鹿市                      | 鈴鹿市                | 鈴鹿市 |
| 河 曲 郡 | 地子町村       | 一部           | 地子町村                            | 飯野村                     | 飯野村                     | 河芸郡 飯野村               | 飯野村                       | 昭和17年12月1日 鈴鹿市の一部 | 鈴鹿市                      | 鈴鹿市                      | 鈴鹿市                      | 鈴鹿市                          | 鈴鹿市                      | 鈴鹿市                | 鈴鹿市 |
| 河 曲 郡 | 西条村         | 大部分         | 西条村                              | 飯野村                     | 飯野村                     | 河芸郡 飯野村               | 飯野村                       | 昭和17年12月1日 鈴鹿市の一部 | 鈴鹿市                      | 鈴鹿市                      | 鈴鹿市                      | 鈴鹿市                          | 鈴鹿市                      | 鈴鹿市                | 鈴鹿市 |
| 河 曲 郡 | 西条村         | 一部           | 西条村                              | 神戸町                     | 神戸町                     | 河芸郡 神戸町               | 神戸町                       | 昭和17年12月1日 鈴鹿市の一部 | 鈴鹿市                      | 鈴鹿市                      | 鈴鹿市                      | 鈴鹿市                          | 鈴鹿市                      | 鈴鹿市                | 鈴鹿市 |
| 河 曲 郡 | 十日市場       | 十日市場       | 十日市場                            | 神戸町                     | 神戸町                     | 河芸郡 神戸町               | 神戸町                       | 昭和17年12月1日 鈴鹿市の一部 | 鈴鹿市                      | 鈴鹿市                      | 鈴鹿市                      | 鈴鹿市                          | 鈴鹿市                      | 鈴鹿市                | 鈴鹿市 |
| 河 曲 郡 | 矢田部村       | 矢田部村       | 矢田部村                            | 神戸町                     | 神戸町                     | 河芸郡 神戸町               | 神戸町                       | 昭和17年12月1日 鈴鹿市の一部 | 鈴鹿市                      | 鈴鹿市                      | 鈴鹿市                      | 鈴鹿市                          | 鈴鹿市                      | 鈴鹿市                | 鈴鹿市 |
| 河 曲 郡 | 寺家村         | 一部           | 寺家村                              | 神戸町                     | 神戸町                     | 河芸郡 神戸町               | 神戸町                       | 昭和17年12月1日 鈴鹿市の一部 | 鈴鹿市                      | 鈴鹿市                      | 鈴鹿市                      | 鈴鹿市                          | 鈴鹿市                      | 鈴鹿市                | 鈴鹿市 |
| 河 曲 郡 | 寺家村         | 大部分         | 寺家村                              | 飯野村                     | 飯野村                     | 河芸郡 飯野村               | 飯野村                       | 昭和17年12月1日 鈴鹿市の一部 | 鈴鹿市                      | 鈴鹿市                      | 鈴鹿市                      | 鈴鹿市                          | 鈴鹿市                      | 鈴鹿市                | 鈴鹿市 |
| 河 曲 郡 | 安塚村         | 安塚村         | 安塚村                              | 飯野村                     | 飯野村                     | 河芸郡 飯野村               | 飯野村                       | 昭和17年12月1日 鈴鹿市の一部 | 鈴鹿市                      | 鈴鹿市                      | 鈴鹿市                      | 鈴鹿市                          | 鈴鹿市                      | 鈴鹿市                | 鈴鹿市 |
| 河 曲 郡 | 三日市村       | 三日市村       | 三日市村                            | 飯野村                     | 飯野村                     | 河芸郡 飯野村               | 飯野村                       | 昭和17年12月1日 鈴鹿市の一部 | 鈴鹿市                      | 鈴鹿市                      | 鈴鹿市                      | 鈴鹿市                          | 鈴鹿市                      | 鈴鹿市                | 鈴鹿市 |
| 河 曲 郡 | 河田村         | 河田村         | 河田村                              | 川曲村                     | 明治24年6月1日 改称 河曲村 | 河芸郡 河曲村               | 河曲村                       | 昭和17年12月1日 鈴鹿市の一部 | 鈴鹿市                      | 鈴鹿市                      | 鈴鹿市                      | 鈴鹿市                          | 鈴鹿市                      | 鈴鹿市                | 鈴鹿市 |
| 河 曲 郡 | 野辺村         | 野辺村         | 野辺村                              | 川曲村                     | 明治24年6月1日 改称 河曲村 | 河芸郡 河曲村               | 河曲村                       | 昭和17年12月1日 鈴鹿市の一部 | 鈴鹿市                      | 鈴鹿市                      | 鈴鹿市                      | 鈴鹿市                          | 鈴鹿市                      | 鈴鹿市                | 鈴鹿市 |
| 河 曲 郡 | 竹野村         | 竹野村         | 竹野村                              | 川曲村                     | 明治24年6月1日 改称 河曲村 | 河芸郡 河曲村               | 河曲村                       | 昭和17年12月1日 鈴鹿市の一部 | 鈴鹿市                      | 鈴鹿市                      | 鈴鹿市                      | 鈴鹿市                          | 鈴鹿市                      | 鈴鹿市                | 鈴鹿市 |
| 河 曲 郡 | 木田村         | 木田村         | 木田村                              | 川曲村                     | 明治24年6月1日 改称 河曲村 | 河芸郡 河曲村               | 河曲村                       | 昭和17年12月1日 鈴鹿市の一部 | 鈴鹿市                      | 鈴鹿市                      | 鈴鹿市                      | 鈴鹿市                          | 鈴鹿市                      | 鈴鹿市                | 鈴鹿市 |
| 河 曲 郡 | 国分村         | 国分村         | 国分村                              | 川曲村                     | 明治24年6月1日 改称 河曲村 | 河芸郡 河曲村               | 河曲村                       | 昭和17年12月1日 鈴鹿市の一部 | 鈴鹿市                      | 鈴鹿市                      | 鈴鹿市                      | 鈴鹿市                          | 鈴鹿市                      | 鈴鹿市                | 鈴鹿市 |
| 河 曲 郡 | 山辺村         | 山辺村         | 山辺村                              | 川曲村                     | 明治24年6月1日 改称 河曲村 | 河芸郡 河曲村               | 河曲村                       | 昭和17年12月1日 鈴鹿市の一部 | 鈴鹿市                      | 鈴鹿市                      | 鈴鹿市                      | 鈴鹿市                          | 鈴鹿市                      | 鈴鹿市                | 鈴鹿市 |
| 河 曲 郡 | 十宮村         | 十宮村         | 十宮村                              | 川曲村                     | 明治24年6月1日 改称 河曲村 | 河芸郡 河曲村               | 河曲村                       | 昭和17年12月1日 鈴鹿市の一部 | 鈴鹿市                      | 鈴鹿市                      | 鈴鹿市                      | 鈴鹿市                          | 鈴鹿市                      | 鈴鹿市                | 鈴鹿市 |
| 河 曲 郡 | 須賀村         | 須賀村         | 須賀村                              | 川曲村                     | 明治24年6月1日 改称 河曲村 | 河芸郡 河曲村               | 河曲村                       | 昭和17年12月1日 鈴鹿市の一部 | 鈴鹿市                      | 鈴鹿市                      | 鈴鹿市                      | 鈴鹿市                          | 鈴鹿市                      | 鈴鹿市                | 鈴鹿市 |
| 河 曲 郡 | 池田村         | 池田村         | 池田村                              | 一ノ宮村                   | 一ノ宮村                   | 河芸郡 一ノ宮村             | 一ノ宮村                     | 昭和17年12月1日 鈴鹿市の一部 | 鈴鹿市                      | 鈴鹿市                      | 鈴鹿市                      | 鈴鹿市                          | 鈴鹿市                      | 鈴鹿市                | 鈴鹿市 |
| 河 曲 郡 | 高岡村         | 高岡村         | 高岡村                              | 一ノ宮村                   | 一ノ宮村                   | 河芸郡 一ノ宮村             | 一ノ宮村                     | 昭和17年12月1日 鈴鹿市の一部 | 鈴鹿市                      | 鈴鹿市                      | 鈴鹿市                      | 鈴鹿市                          | 鈴鹿市                      | 鈴鹿市                | 鈴鹿市 |
| 河 曲 郡 | 中戸村         | 中戸村         | 中戸村                              | 一ノ宮村                   | 一ノ宮村                   | 河芸郡 一ノ宮村             | 一ノ宮村                     | 昭和17年12月1日 鈴鹿市の一部 | 鈴鹿市                      | 鈴鹿市                      | 鈴鹿市                      | 鈴鹿市                          | 鈴鹿市                      | 鈴鹿市                | 鈴鹿市 |
| 河 曲 郡 | 南長太村       | 南長太村       | 南長太村                            | 一ノ宮村                   | 一ノ宮村                   | 河芸郡 一ノ宮村             | 一ノ宮村                     | 昭和17年12月1日 鈴鹿市の一部 | 鈴鹿市                      | 鈴鹿市                      | 鈴鹿市                      | 鈴鹿市                          | 鈴鹿市                      | 鈴鹿市                | 鈴鹿市 |
| 河 曲 郡 | 北長太村       | 北長太村       | 北長太村                            | 一ノ宮村                   | 一ノ宮村                   | 河芸郡 一ノ宮村             | 一ノ宮村                     | 昭和17年12月1日 鈴鹿市の一部 | 鈴鹿市                      | 鈴鹿市                      | 鈴鹿市                      | 鈴鹿市                          | 鈴鹿市                      | 鈴鹿市                | 鈴鹿市 |
| 河 曲 郡 | 上箕田村       | 上箕田村       | 上箕田村                            | 箕田村                     | 箕田村                     | 河芸郡 箕田村               | 箕田村                       | 昭和17年12月1日 鈴鹿市の一部 | 鈴鹿市                      | 鈴鹿市                      | 鈴鹿市                      | 鈴鹿市                          | 鈴鹿市                      | 鈴鹿市                | 鈴鹿市 |
| 河 曲 郡 | 西林崎村       | 西林崎村       | 明治初年 改称 林崎村                | 箕田村                     | 箕田村                     | 河芸郡 箕田村               | 箕田村                       | 昭和17年12月1日 鈴鹿市の一部 | 鈴鹿市                      | 鈴鹿市                      | 鈴鹿市                      | 鈴鹿市                          | 鈴鹿市                      | 鈴鹿市                | 鈴鹿市 |
| 河 曲 郡 | 南林崎村       | 南林崎村       | 南林崎村                            | 箕田村                     | 箕田村                     | 河芸郡 箕田村               | 箕田村                       | 昭和17年12月1日 鈴鹿市の一部 | 鈴鹿市                      | 鈴鹿市                      | 鈴鹿市                      | 鈴鹿市                          | 鈴鹿市                      | 鈴鹿市                | 鈴鹿市 |
| 河 曲 郡 | 中箕田村       | 中箕田村       | 中箕田村                            | 箕田村                     | 箕田村                     | 河芸郡 箕田村               | 箕田村                       | 昭和17年12月1日 鈴鹿市の一部 | 鈴鹿市                      | 鈴鹿市                      | 鈴鹿市                      | 鈴鹿市                          | 鈴鹿市                      | 鈴鹿市                | 鈴鹿市 |
| 河 曲 郡 | 下箕田村       | 下箕田村       | 下箕田村                            | 箕田村                     | 箕田村                     | 河芸郡 箕田村               | 箕田村                       | 昭和17年12月1日 鈴鹿市の一部 | 鈴鹿市                      | 鈴鹿市                      | 鈴鹿市                      | 鈴鹿市                          | 鈴鹿市                      | 鈴鹿市                | 鈴鹿市 |
| 河 曲 郡 | 南堀江村       | 南堀江村       | 南堀江村                            | 箕田村                     | 箕田村                     | 河芸郡 箕田村               | 箕田村                       | 昭和17年12月1日 鈴鹿市の一部 | 鈴鹿市                      | 鈴鹿市                      | 鈴鹿市                      | 鈴鹿市                          | 鈴鹿市                      | 鈴鹿市                | 鈴鹿市 |
| 河 曲 郡 | 北堀江村       | 北堀江村       | 北堀江村                            | 箕田村                     | 箕田村                     | 河芸郡 箕田村               | 箕田村                       | 昭和17年12月1日 鈴鹿市の一部 | 鈴鹿市                      | 鈴鹿市                      | 鈴鹿市                      | 鈴鹿市                          | 鈴鹿市                      | 鈴鹿市                | 鈴鹿市 |
| 河 曲 郡 | 南若松村       | 南若松村       | 南若松村                            | 若松村                     | 若松村                     | 河芸郡 若松村               | 若松村                       | 昭和17年12月1日 鈴鹿市の一部 | 鈴鹿市                      | 鈴鹿市                      | 鈴鹿市                      | 鈴鹿市                          | 鈴鹿市                      | 鈴鹿市                | 鈴鹿市 |
| 河 曲 郡 | 中若松村       | 中若松村       | 中若松村                            | 若松村                     | 若松村                     | 河芸郡 若松村               | 若松村                       | 昭和17年12月1日 鈴鹿市の一部 | 鈴鹿市                      | 鈴鹿市                      | 鈴鹿市                      | 鈴鹿市                          | 鈴鹿市                      | 鈴鹿市                | 鈴鹿市 |
| 河 曲 郡 | 北若松村       | 北若松村       | 北若松村                            | 若松村                     | 若松村                     | 河芸郡 若松村               | 若松村                       | 昭和17年12月1日 鈴鹿市の一部 | 鈴鹿市                      | 鈴鹿市                      | 鈴鹿市                      | 鈴鹿市                          | 鈴鹿市                      | 鈴鹿市                | 鈴鹿市 |
| 河 曲 郡 | 岸岡村         | 岸岡村         | 岸岡村                              | 若松村                     | 若松村                     | 河芸郡 若松村               | 明治30年9月30日 玉垣村に編入 | 昭和17年12月1日 鈴鹿市の一部 | 鈴鹿市                      | 鈴鹿市                      | 鈴鹿市                      | 鈴鹿市                          | 鈴鹿市                      | 鈴鹿市                | 鈴鹿市 |
| 河 曲 郡 | 玉垣村         | 玉垣村         | 玉垣村                              | 玉垣村                     | 玉垣村                     | 河芸郡 玉垣村               | 玉垣村                       | 昭和17年12月1日 鈴鹿市の一部 | 鈴鹿市                      | 鈴鹿市                      | 鈴鹿市                      | 鈴鹿市                          | 鈴鹿市                      | 鈴鹿市                | 鈴鹿市 |
| 河 曲 郡 | 柳村           | 柳村           | 柳村                                | 玉垣村                     | 玉垣村                     | 河芸郡 玉垣村               | 玉垣村                       | 昭和17年12月1日 鈴鹿市の一部 | 鈴鹿市                      | 鈴鹿市                      | 鈴鹿市                      | 鈴鹿市                          | 鈴鹿市                      | 鈴鹿市                | 鈴鹿市 |
| 河 曲 郡 | 肥田村         | 肥田村         | 肥田村                              | 玉垣村                     | 玉垣村                     | 河芸郡 玉垣村               | 玉垣村                       | 昭和17年12月1日 鈴鹿市の一部 | 鈴鹿市                      | 鈴鹿市                      | 鈴鹿市                      | 鈴鹿市                          | 鈴鹿市                      | 鈴鹿市                | 鈴鹿市 |
| 河 曲 郡 | 土師村         | 土師村         | 土師村                              | 玉垣村                     | 玉垣村                     | 河芸郡 玉垣村               | 玉垣村                       | 昭和17年12月1日 鈴鹿市の一部 | 鈴鹿市                      | 鈴鹿市                      | 鈴鹿市                      | 鈴鹿市                          | 鈴鹿市                      | 鈴鹿市                | 鈴鹿市 |
| 河 曲 郡 | 矢橋村         | 矢橋村         | 矢橋村                              | 玉垣村                     | 玉垣村                     | 河芸郡 玉垣村               | 玉垣村                       | 昭和17年12月1日 鈴鹿市の一部 | 鈴鹿市                      | 鈴鹿市                      | 鈴鹿市                      | 鈴鹿市                          | 鈴鹿市                      | 鈴鹿市                | 鈴鹿市 |
| 河 曲 郡 | 江島村         | 江島村         | 江島村                              | 奄芸郡 白子町              | 白子町                     | 河芸郡 白子町               | 白子町                       | 昭和17年12月1日 鈴鹿市の一部 | 鈴鹿市                      | 鈴鹿市                      | 鈴鹿市                      | 鈴鹿市                          | 鈴鹿市                      | 鈴鹿市                | 鈴鹿市 |
| 奄 芸 郡 | 白子村         | 白子村         | 白子村                              | 奄芸郡 白子町              | 白子町                     | 河芸郡 白子町               | 白子町                       | 昭和17年12月1日 鈴鹿市の一部 | 鈴鹿市                      | 鈴鹿市                      | 鈴鹿市                      | 鈴鹿市                          | 鈴鹿市                      | 鈴鹿市                | 鈴鹿市 |
| 奄 芸 郡 | 寺家村         | 寺家村         | 寺家村                              | 奄芸郡 白子町              | 白子町                     | 河芸郡 白子町               | 白子町                       | 昭和17年12月1日 鈴鹿市の一部 | 鈴鹿市                      | 鈴鹿市                      | 鈴鹿市                      | 鈴鹿市                          | 鈴鹿市                      | 鈴鹿市                | 鈴鹿市 |
| 奄 芸 郡 | 稲生村         | 稲生村         | 稲生村                              | 稲生村                     | 稲生村                     | 河芸郡 稲生村               | 稲生村                       | 昭和17年12月1日 鈴鹿市の一部 | 鈴鹿市                      | 鈴鹿市                      | 鈴鹿市                      | 鈴鹿市                          | 鈴鹿市                      | 鈴鹿市                | 鈴鹿市 |
| 奄 芸 郡 | 野町新田       | 野町新田       | 野町新田                            | 稲生村                     | 稲生村                     | 河芸郡 稲生村               | 稲生村                       | 昭和17年12月1日 鈴鹿市の一部 | 鈴鹿市                      | 鈴鹿市                      | 鈴鹿市                      | 鈴鹿市                          | 鈴鹿市                      | 鈴鹿市                | 鈴鹿市 |
| 奄 芸 郡 | 野村新田       | 野村新田       | 野村新田                            | 稲生村                     | 稲生村                     | 河芸郡 稲生村               | 稲生村                       | 昭和17年12月1日 鈴鹿市の一部 | 鈴鹿市                      | 鈴鹿市                      | 鈴鹿市                      | 鈴鹿市                          | 鈴鹿市                      | 鈴鹿市                | 鈴鹿市 |
| 奄 芸 郡 | 磯山村         | 磯山村         | 磯山村                              | 栄村                       | 栄村                       | 河芸郡 栄村                 | 栄村                         | 栄村                         | 昭和29年8月1日 鈴鹿市に編入 | 鈴鹿市                      | 鈴鹿市                      | 鈴鹿市                          | 鈴鹿市                      | 鈴鹿市                | 鈴鹿市 |
| 奄 芸 郡 | 木鎌稗田村出作 | 木鎌稗田村出作 | 明治8年 五祝村                      | 栄村                       | 栄村                       | 河芸郡 栄村                 | 栄村                         | 栄村                         | 昭和29年8月1日 鈴鹿市に編入 | 鈴鹿市                      | 鈴鹿市                      | 鈴鹿市                          | 鈴鹿市                      | 鈴鹿市                | 鈴鹿市 |
| 奄 芸 郡 | 稲生村出作     |                | 明治8年 五祝村                      | 栄村                       | 栄村                       | 河芸郡 栄村                 | 栄村                         | 栄村                         | 昭和29年8月1日 鈴鹿市に編入 | 鈴鹿市                      | 鈴鹿市                      | 鈴鹿市                          | 鈴鹿市                      | 鈴鹿市                | 鈴鹿市 |
| 奄 芸 郡 | 徳田村出作     |                | 明治8年 五祝村                      | 栄村                       | 栄村                       | 河芸郡 栄村                 | 栄村                         | 栄村                         | 昭和29年8月1日 鈴鹿市に編入 | 鈴鹿市                      | 鈴鹿市                      | 鈴鹿市                          | 鈴鹿市                      | 鈴鹿市                | 鈴鹿市 |
| 奄 芸 郡 | 木鎌村         |                | 明治8年 五祝村                      | 栄村                       | 栄村                       | 河芸郡 栄村                 | 栄村                         | 栄村                         | 昭和29年8月1日 鈴鹿市に編入 | 鈴鹿市                      | 鈴鹿市                      | 鈴鹿市                          | 鈴鹿市                      | 鈴鹿市                | 鈴鹿市 |
| 奄 芸 郡 | 稗田村         |                | 明治8年 五祝村                      | 栄村                       | 栄村                       | 河芸郡 栄村                 | 栄村                         | 栄村                         | 昭和29年8月1日 鈴鹿市に編入 | 鈴鹿市                      | 鈴鹿市                      | 鈴鹿市                          | 鈴鹿市                      | 鈴鹿市                | 鈴鹿市 |
| 奄 芸 郡 | 秋永村         | 秋永村         | 秋永村                              | 栄村                       | 栄村                       | 河芸郡 栄村                 | 栄村                         | 栄村                         | 昭和29年8月1日 鈴鹿市に編入 | 鈴鹿市                      | 鈴鹿市                      | 鈴鹿市                          | 鈴鹿市                      | 鈴鹿市                | 鈴鹿市 |
| 奄 芸 郡 | 郡山村         | 郡山村         | 郡山村                              | 栄村                       | 栄村                       | 河芸郡 栄村                 | 栄村                         | 栄村                         | 昭和29年8月1日 鈴鹿市に編入 | 鈴鹿市                      | 鈴鹿市                      | 鈴鹿市                          | 鈴鹿市                      | 鈴鹿市                | 鈴鹿市 |
| 奄 芸 郡 | 中瀬古村       | 中瀬古村       | 中瀬古村                            | 栄村                       | 栄村                       | 河芸郡 栄村                 | 栄村                         | 栄村                         | 昭和29年8月1日 鈴鹿市に編入 | 鈴鹿市                      | 鈴鹿市                      | 鈴鹿市                          | 鈴鹿市                      | 鈴鹿市                | 鈴鹿市 |
| 奄 芸 郡 | 越知村         | 一部を除く     | 越知村                              | 栄村                       | 栄村                       | 河芸郡 栄村                 | 栄村                         | 栄村                         | 昭和29年8月1日 鈴鹿市に編入 | 鈴鹿市                      | 鈴鹿市                      | 鈴鹿市                          | 鈴鹿市                      | 鈴鹿市                | 鈴鹿市 |
| 奄 芸 郡 | 越知村         | 一部           | 越知村                              | 天名村                     | 天名村                     | 河芸郡 天名村               | 天名村                       | 天名村                       | 昭和29年8月1日 鈴鹿市に編入 | 鈴鹿市                      | 鈴鹿市                      | 鈴鹿市                          | 鈴鹿市                      | 鈴鹿市                | 鈴鹿市 |
| 奄 芸 郡 | 徳田村         | 徳田村         | 徳田村                              | 天名村                     | 天名村                     | 河芸郡 天名村               | 天名村                       | 天名村                       | 昭和29年8月1日 鈴鹿市に編入 | 鈴鹿市                      | 鈴鹿市                      | 鈴鹿市                          | 鈴鹿市                      | 鈴鹿市                | 鈴鹿市 |
| 奄 芸 郡 | 御薗村         | 御薗村         | 御薗村                              | 天名村                     | 天名村                     | 河芸郡 天名村               | 天名村                       | 天名村                       | 昭和29年8月1日 鈴鹿市に編入 | 鈴鹿市                      | 鈴鹿市                      | 鈴鹿市                          | 鈴鹿市                      | 鈴鹿市                | 鈴鹿市 |
| 奄 芸 郡 | 徳居村         | 徳居村         | 徳居村                              | 合川村                     | 合川村                     | 河芸郡 合川村               | 合川村                       | 合川村                       | 昭和29年8月1日 鈴鹿市に編入 | 鈴鹿市                      | 鈴鹿市                      | 鈴鹿市                          | 鈴鹿市                      | 鈴鹿市                | 鈴鹿市 |
| 奄 芸 郡 | 三宅村         | 三宅村         | 三宅村                              | 合川村                     | 合川村                     | 河芸郡 合川村               | 合川村                       | 合川村                       | 昭和29年8月1日 鈴鹿市に編入 | 鈴鹿市                      | 鈴鹿市                      | 鈴鹿市                          | 鈴鹿市                      | 鈴鹿市                | 鈴鹿市 |
| 奄 芸 郡 | 長法寺村       | 長法寺村       | 長法寺村                            | 合川村                     | 合川村                     | 河芸郡 合川村               | 合川村                       | 合川村                       | 昭和29年8月1日 鈴鹿市に編入 | 鈴鹿市                      | 鈴鹿市                      | 鈴鹿市                          | 鈴鹿市                      | 鈴鹿市                | 鈴鹿市 |
| 奄 芸 郡 | 萩原村         | 萩原村         | 萩原村                              | 明村                       | 明村                       | 河芸郡 明村                 | 明村                         | 明村                         | 明村                        | 明村                        | 安芸郡 芸濃町               | 昭和33年4月1日 鈴鹿郡関町に編入 | 鈴鹿郡関町                  | 平成17年1月1日 亀山市 | 亀山市 |
| 奄 芸 郡 | 福徳村         | 福徳村         | 福徳村                              | 明村                       | 明村                       | 河芸郡 明村                 | 明村                         | 明村                         | 明村                        | 明村                        | 安芸郡 芸濃町               | 昭和33年4月1日 鈴鹿郡関町に編入 | 鈴鹿郡関町                  | 平成17年1月1日 亀山市 | 亀山市 |
| 奄 芸 郡 | 楠平尾村       | 一部           | 楠平尾村                            | 明村                       | 明村                       | 河芸郡 明村                 | 明村                         | 明村                         | 明村                        | 明村                        | 安芸郡 芸濃町               | 昭和33年4月1日 亀山市に編入     | 亀山市                      | 平成17年1月1日 亀山市 | 亀山市 |
| 奄 芸 郡 | 楠平尾村       | 一部を除く     | 楠平尾村                            | 明村                       | 明村                       | 河芸郡 明村                 | 明村                         | 明村                         | 明村                        | 明村                        | 安芸郡 芸濃町               | 芸濃町                          | 芸濃町                      | 平成18年1月1日 津市   | 津市   |
| 奄 芸 郡 | 忍田村         | 忍田村         | 明治初年 忍田村                     | 明村                       | 明村                       | 河芸郡 明村                 | 明村                         | 明村                         | 明村                        | 明村                        | 安芸郡 芸濃町               | 芸濃町                          | 芸濃町                      | 平成18年1月1日 津市   | 津市   |
| 奄 芸 郡 | 忍田無里       |                | 明治初年 忍田村                     | 明村                       | 明村                       | 河芸郡 明村                 | 明村                         | 明村                         | 明村                        | 明村                        | 安芸郡 芸濃町               | 芸濃町                          | 芸濃町                      | 平成18年1月1日 津市   | 津市   |
| 奄 芸 郡 | 楠原村         | 楠原村         | 明治初年 楠原村                     | 明村                       | 明村                       | 河芸郡 明村                 | 明村                         | 明村                         | 明村                        | 明村                        | 安芸郡 芸濃町               | 芸濃町                          | 芸濃町                      | 平成18年1月1日 津市   | 津市   |
| 奄 芸 郡 | 楠原無里       |                | 明治初年 楠原村                     | 明村                       | 明村                       | 河芸郡 明村                 | 明村                         | 明村                         | 明村                        | 明村                        | 安芸郡 芸濃町               | 芸濃町                          | 芸濃町                      | 平成18年1月1日 津市   | 津市   |
| 奄 芸 郡 | 中縄村         | 中縄村         | 中縄村                              | 明村                       | 明村                       | 河芸郡 明村                 | 明村                         | 明村                         | 明村                        | 明村                        | 安芸郡 芸濃町               | 芸濃町                          | 芸濃町                      | 平成18年1月1日 津市   | 津市   |
| 奄 芸 郡 | 林村           | 林村           | 林村                                | 明村                       | 明村                       | 河芸郡 明村                 | 明村                         | 明村                         | 明村                        | 明村                        | 安芸郡 芸濃町               | 芸濃町                          | 芸濃町                      | 平成18年1月1日 津市   | 津市   |
| 奄 芸 郡 | 椋本村         | 椋本村         | 明治初年 椋本村                     | 椋本村                     | 椋本村                     | 河芸郡 椋本村               | 椋本村                       | 椋本村                       | 椋本村                      | 椋本村                      | 安芸郡 芸濃町               | 芸濃町                          | 芸濃町                      | 平成18年1月1日 津市   | 津市   |
| 奄 芸 郡 | 椋本無里       |                | 明治初年 椋本村                     | 椋本村                     | 椋本村                     | 河芸郡 椋本村               | 椋本村                       | 椋本村                       | 椋本村                      | 椋本村                      | 安芸郡 芸濃町               | 芸濃町                          | 芸濃町                      | 平成18年1月1日 津市   | 津市   |
| 安 濃 郡 | 岡本村         | 岡本村         | 岡本村                              | 安西村                     | 安西村                     | 安西村                      | 安西村                       | 安西村                       | 安西村                      | 安西村                      | 安芸郡 芸濃町               | 芸濃町                          | 芸濃町                      | 平成18年1月1日 津市   | 津市   |
| 安 濃 郡 | 萩野村         | 萩野村         | 萩野村                              | 安西村                     | 安西村                     | 安西村                      | 安西村                       | 安西村                       | 安西村                      | 安西村                      | 安芸郡 芸濃町               | 芸濃町                          | 芸濃町                      | 平成18年1月1日 津市   | 津市   |
| 安 濃 郡 | 北神山村       | 北神山村       | 北神山村                            | 安西村                     | 安西村                     | 安西村                      | 安西村                       | 安西村                       | 安西村                      | 安西村                      | 安芸郡 芸濃町               | 芸濃町                          | 芸濃町                      | 平成18年1月1日 津市   | 津市   |
| 安 濃 郡 | 多門村         | 多門村         | 多門村                              | 安西村                     | 安西村                     | 安西村                      | 安西村                       | 安西村                       | 安西村                      | 安西村                      | 安芸郡 芸濃町               | 芸濃町                          | 芸濃町                      | 平成18年1月1日 津市   | 津市   |
| 安 濃 郡 | 小野平村       | 小野平村       | 小野平村                            | 安西村                     | 安西村                     | 安西村                      | 安西村                       | 安西村                       | 安西村                      | 安西村                      | 安芸郡 芸濃町               | 芸濃町                          | 芸濃町                      | 平成18年1月1日 津市   | 津市   |
| 安 濃 郡 | 雲林院村       | 雲林院村       | 雲林院村                            | 雲林院村                   | 雲林院村                   | 雲林院村                    | 雲林院村                     | 雲林院村                     | 雲林院村                    | 雲林院村                    | 安芸郡 芸濃町               | 芸濃町                          | 芸濃町                      | 平成18年1月1日 津市   | 津市   |
| 安 濃 郡 | 河内村         | 河内村         | 河内村                              | 河内村                     | 河内村                     | 河内村                      | 河内村                       | 河内村                       | 河内村                      | 河内村                      | 安芸郡 芸濃町               | 芸濃町                          | 芸濃町                      | 平成18年1月1日 津市   | 津市   |
| 安 濃 郡 | 安部村         | 安部村         | 安部村                              | 草谷村                     | 明治24年6月1日 改称 草生村 | 草生村                      | 草生村                       | 草生村                       | 昭和30年1月15日 協和村      | 昭和30年2月11日 改称 安濃村 | 安芸郡 安濃村               | 安濃村                          | 昭和52年1月15日 町制 安濃町 | 平成18年1月1日 津市   | 津市   |
| 安 濃 郡 | 草生村         | 草生村         | 草生村                              | 草谷村                     | 明治24年6月1日 改称 草生村 | 草生村                      | 草生村                       | 草生村                       | 昭和30年1月15日 協和村      | 昭和30年2月11日 改称 安濃村 | 安芸郡 安濃村               | 安濃村                          | 昭和52年1月15日 町制 安濃町 | 平成18年1月1日 津市   | 津市   |
| 安 濃 郡 | 前田村         | 前田村         | 明治7年 中川村                      | 草谷村                     | 明治24年6月1日 改称 草生村 | 草生村                      | 草生村                       | 草生村                       | 昭和30年1月15日 協和村      | 昭和30年2月11日 改称 安濃村 | 安芸郡 安濃村               | 安濃村                          | 昭和52年1月15日 町制 安濃町 | 平成18年1月1日 津市   | 津市   |
| 安 濃 郡 | 二子村         |                | 明治7年 中川村                      | 草谷村                     | 明治24年6月1日 改称 草生村 | 草生村                      | 草生村                       | 草生村                       | 昭和30年1月15日 協和村      | 昭和30年2月11日 改称 安濃村 | 安芸郡 安濃村               | 安濃村                          | 昭和52年1月15日 町制 安濃町 | 平成18年1月1日 津市   | 津市   |
| 安 濃 郡 | 村主村         | 村主村         | 明治8年 川西村                      | 村主村                     | 村主村                     | 村主村                      | 村主村                       | 村主村                       | 昭和30年1月15日 協和村      | 昭和30年2月11日 改称 安濃村 | 安芸郡 安濃村               | 安濃村                          | 昭和52年1月15日 町制 安濃町 | 平成18年1月1日 津市   | 津市   |
| 安 濃 郡 | 井上村         |                | 明治8年 川西村                      | 村主村                     | 村主村                     | 村主村                      | 村主村                       | 村主村                       | 昭和30年1月15日 協和村      | 昭和30年2月11日 改称 安濃村 | 安芸郡 安濃村               | 安濃村                          | 昭和52年1月15日 町制 安濃町 | 平成18年1月1日 津市   | 津市   |
| 安 濃 郡 | 岡南村         |                | 明治8年 川西村                      | 村主村                     | 村主村                     | 村主村                      | 村主村                       | 村主村                       | 昭和30年1月15日 協和村      | 昭和30年2月11日 改称 安濃村 | 安芸郡 安濃村               | 安濃村                          | 昭和52年1月15日 町制 安濃町 | 平成18年1月1日 津市   | 津市   |
| 安 濃 郡 | 浄土寺村       | 浄土寺村       | 浄土寺村                            | 村主村                     | 村主村                     | 村主村                      | 村主村                       | 村主村                       | 昭和30年1月15日 協和村      | 昭和30年2月11日 改称 安濃村 | 安芸郡 安濃村               | 安濃村                          | 昭和52年1月15日 町制 安濃町 | 平成18年1月1日 津市   | 津市   |
| 安 濃 郡 | 連部村         | 連部村         | 連部村                              | 村主村                     | 村主村                     | 村主村                      | 村主村                       | 村主村                       | 昭和30年1月15日 協和村      | 昭和30年2月11日 改称 安濃村 | 安芸郡 安濃村               | 安濃村                          | 昭和52年1月15日 町制 安濃町 | 平成18年1月1日 津市   | 津市   |
| 安 濃 郡 | 神田村         | 神田村         | 神田村                              | 村主村                     | 村主村                     | 村主村                      | 村主村                       | 村主村                       | 昭和30年1月15日 協和村      | 昭和30年2月11日 改称 安濃村 | 安芸郡 安濃村               | 安濃村                          | 昭和52年1月15日 町制 安濃町 | 平成18年1月1日 津市   | 津市   |
| 安 濃 郡 | 今徳村         | 今徳村         | 今徳村                              | 村主村                     | 村主村                     | 村主村                      | 村主村                       | 村主村                       | 昭和30年1月15日 協和村      | 昭和30年2月11日 改称 安濃村 | 安芸郡 安濃村               | 安濃村                          | 昭和52年1月15日 町制 安濃町 | 平成18年1月1日 津市   | 津市   |
| 安 濃 郡 | 妙法寺村       | 妙法寺村       | 妙法寺村                            | 村主村                     | 村主村                     | 村主村                      | 村主村                       | 村主村                       | 昭和30年1月15日 協和村      | 昭和30年2月11日 改称 安濃村 | 安芸郡 安濃村               | 安濃村                          | 昭和52年1月15日 町制 安濃町 | 平成18年1月1日 津市   | 津市   |
| 安 濃 郡 | 前野村         | 前野村         | 前野村                              | 村主村                     | 村主村                     | 村主村                      | 村主村                       | 村主村                       | 昭和30年1月15日 協和村      | 昭和30年2月11日 改称 安濃村 | 安芸郡 安濃村               | 安濃村                          | 昭和52年1月15日 町制 安濃町 | 平成18年1月1日 津市   | 津市   |
| 安 濃 郡 | 光明寺村       | 光明寺村       | 光明寺村                            | 村主村                     | 村主村                     | 村主村                      | 村主村                       | 村主村                       | 昭和30年1月15日 協和村      | 昭和30年2月11日 改称 安濃村 | 安芸郡 安濃村               | 安濃村                          | 昭和52年1月15日 町制 安濃町 | 平成18年1月1日 津市   | 津市   |
| 安 濃 郡 | 南神山村       | 南神山村       | 南神山村                            | 村主村                     | 村主村                     | 村主村                      | 村主村                       | 村主村                       | 昭和30年1月15日 協和村      | 昭和30年2月11日 改称 安濃村 | 安芸郡 安濃村               | 安濃村                          | 昭和52年1月15日 町制 安濃町 | 平成18年1月1日 津市   | 津市   |
| 安 濃 郡 | 曽根村         | 曽根村         | 曽根村                              | 安濃村                     | 安濃村                     | 安濃村                      | 安濃村                       | 安濃村                       | 昭和30年1月15日 協和村      | 昭和30年2月11日 改称 安濃村 | 安芸郡 安濃村               | 安濃村                          | 昭和52年1月15日 町制 安濃町 | 平成18年1月1日 津市   | 津市   |
| 安 濃 郡 | 清水村         | 清水村         | 清水村                              | 安濃村                     | 安濃村                     | 安濃村                      | 安濃村                       | 安濃村                       | 昭和30年1月15日 協和村      | 昭和30年2月11日 改称 安濃村 | 安芸郡 安濃村               | 安濃村                          | 昭和52年1月15日 町制 安濃町 | 平成18年1月1日 津市   | 津市   |
| 安 濃 郡 | 太田村         | 太田村         | 太田村                              | 安濃村                     | 安濃村                     | 安濃村                      | 安濃村                       | 安濃村                       | 昭和30年1月15日 協和村      | 昭和30年2月11日 改称 安濃村 | 安芸郡 安濃村               | 安濃村                          | 昭和52年1月15日 町制 安濃町 | 平成18年1月1日 津市   | 津市   |
| 安 濃 郡 | 内多村         | 内多村         | 内多村                              | 安濃村                     | 安濃村                     | 安濃村                      | 安濃村                       | 安濃村                       | 昭和30年1月15日 協和村      | 昭和30年2月11日 改称 安濃村 | 安芸郡 安濃村               | 安濃村                          | 昭和52年1月15日 町制 安濃町 | 平成18年1月1日 津市   | 津市   |
| 安 濃 郡 | 安濃村         | 安濃村         | 安濃村                              | 安濃村                     | 安濃村                     | 安濃村                      | 安濃村                       | 安濃村                       | 昭和30年1月15日 協和村      | 昭和30年2月11日 改称 安濃村 | 安芸郡 安濃村               | 安濃村                          | 昭和52年1月15日 町制 安濃町 | 平成18年1月1日 津市   | 津市   |
| 安 濃 郡 | 粟加村         | 粟加村         | 粟加村                              | 明合村                     | 明合村                     | 明合村                      | 明合村                       | 明合村                       | 昭和30年1月15日 協和村      | 昭和30年2月11日 改称 安濃村 | 安芸郡 安濃村               | 安濃村                          | 昭和52年1月15日 町制 安濃町 | 平成18年1月1日 津市   | 津市   |
| 安 濃 郡 | 田端上野村     | 田端上野村     | 田端上野村                          | 明合村                     | 明合村                     | 明合村                      | 明合村                       | 明合村                       | 昭和30年1月15日 協和村      | 昭和30年2月11日 改称 安濃村 | 安芸郡 安濃村               | 安濃村                          | 昭和52年1月15日 町制 安濃町 | 平成18年1月1日 津市   | 津市   |
| 安 濃 郡 | 東観音寺村     | 東観音寺村     | 東観音寺村                          | 明合村                     | 明合村                     | 明合村                      | 明合村                       | 明合村                       | 昭和30年1月15日 協和村      | 昭和30年2月11日 改称 安濃村 | 安芸郡 安濃村               | 安濃村                          | 昭和52年1月15日 町制 安濃町 | 平成18年1月1日 津市   | 津市   |
| 安 濃 郡 | 大塚村         | 大塚村         | 大塚村                              | 明合村                     | 明合村                     | 明合村                      | 明合村                       | 明合村                       | 昭和30年1月15日 協和村      | 昭和30年2月11日 改称 安濃村 | 安芸郡 安濃村               | 安濃村                          | 昭和52年1月15日 町制 安濃町 | 平成18年1月1日 津市   | 津市   |
| 安 濃 郡 | 戸島村         | 戸島村         | 戸島村                              | 明合村                     | 明合村                     | 明合村                      | 明合村                       | 明合村                       | 昭和30年1月15日 協和村      | 昭和30年2月11日 改称 安濃村 | 安芸郡 安濃村               | 安濃村                          | 昭和52年1月15日 町制 安濃町 | 平成18年1月1日 津市   | 津市   |
| 安 濃 郡 | 野口村         | 野口村         | 野口村                              | 明合村                     | 明合村                     | 明合村                      | 明合村                       | 明合村                       | 昭和30年1月15日 協和村      | 昭和30年2月11日 改称 安濃村 | 安芸郡 安濃村               | 安濃村                          | 昭和52年1月15日 町制 安濃町 | 平成18年1月1日 津市   | 津市   |
| 安 濃 郡 | 荒木村         | 荒木村         | 荒木村                              | 明合村                     | 明合村                     | 明合村                      | 明合村                       | 明合村                       | 昭和30年1月15日 協和村      | 昭和30年2月11日 改称 安濃村 | 安芸郡 安濃村               | 安濃村                          | 昭和52年1月15日 町制 安濃町 | 平成18年1月1日 津市   | 津市   |
| 安 濃 郡 | 五百野村       | 五百野村       | 五百野村                            | 高宮村                     | 高宮村                     | 高宮村                      | 高宮村                       | 高宮村                       | 昭和29年10月1日 美里村      | 昭和29年10月1日 美里村      | 安芸郡 美里村               | 美里村                          | 美里村                      | 平成18年1月1日 津市   | 津市   |
| 安 濃 郡 | 足坂村         | 足坂村         | 足坂村                              | 高宮村                     | 高宮村                     | 高宮村                      | 高宮村                       | 高宮村                       | 昭和29年10月1日 美里村      | 昭和29年10月1日 美里村      | 安芸郡 美里村               | 美里村                          | 美里村                      | 平成18年1月1日 津市   | 津市   |
| 安 濃 郡 | 柳谷村         | 柳谷村         | 明治8年 三郷村                      | 高宮村                     | 高宮村                     | 高宮村                      | 高宮村                       | 高宮村                       | 昭和29年10月1日 美里村      | 昭和29年10月1日 美里村      | 安芸郡 美里村               | 美里村                          | 美里村                      | 平成18年1月1日 津市   | 津市   |
| 安 濃 郡 | 栗原村         |                | 明治8年 三郷村                      | 高宮村                     | 高宮村                     | 高宮村                      | 高宮村                       | 高宮村                       | 昭和29年10月1日 美里村      | 昭和29年10月1日 美里村      | 安芸郡 美里村               | 美里村                          | 美里村                      | 平成18年1月1日 津市   | 津市   |
| 安 濃 郡 | 新開村         |                | 明治8年 三郷村                      | 高宮村                     | 高宮村                     | 高宮村                      | 高宮村                       | 高宮村                       | 昭和29年10月1日 美里村      | 昭和29年10月1日 美里村      | 安芸郡 美里村               | 美里村                          | 美里村                      | 平成18年1月1日 津市   | 津市   |
| 安 濃 郡 | 南長野村       | 南長野村       | 南長野村                            | 長野村                     | 長野村                     | 長野村                      | 長野村                       | 長野村                       | 昭和29年10月1日 美里村      | 昭和29年10月1日 美里村      | 安芸郡 美里村               | 美里村                          | 美里村                      | 平成18年1月1日 津市   | 津市   |
| 安 濃 郡 | 北長野村       | 北長野村       | 北長野村                            | 長野村                     | 長野村                     | 長野村                      | 長野村                       | 長野村                       | 昭和29年10月1日 美里村      | 昭和29年10月1日 美里村      | 安芸郡 美里村               | 美里村                          | 美里村                      | 平成18年1月1日 津市   | 津市   |
| 安 濃 郡 | 平木村         | 平木村         | 平木村                              | 長野村                     | 長野村                     | 長野村                      | 長野村                       | 長野村                       | 昭和29年10月1日 美里村      | 昭和29年10月1日 美里村      | 安芸郡 美里村               | 美里村                          | 美里村                      | 平成18年1月1日 津市   | 津市   |
| 安 濃 郡 | 桂畑村         | 桂畑村         | 桂畑村                              | 長野村                     | 長野村                     | 長野村                      | 長野村                       | 長野村                       | 昭和29年10月1日 美里村      | 昭和29年10月1日 美里村      | 安芸郡 美里村               | 美里村                          | 美里村                      | 平成18年1月1日 津市   | 津市   |
| 安 濃 郡 | 家所村         | 家所村         | 家所村                              | 辰水村                     | 辰水村                     | 辰水村                      | 辰水村                       | 辰水村                       | 昭和29年10月1日 美里村      | 昭和29年10月1日 美里村      | 安芸郡 美里村               | 美里村                          | 美里村                      | 平成18年1月1日 津市   | 津市   |
| 安 濃 郡 | 穴倉村         | 穴倉村         | 穴倉村                              | 辰水村                     | 辰水村                     | 辰水村                      | 辰水村                       | 辰水村                       | 昭和29年10月1日 美里村      | 昭和29年10月1日 美里村      | 安芸郡 美里村               | 美里村                          | 美里村                      | 平成18年1月1日 津市   | 津市   |
| 安 濃 郡 | 高座原村       | 高座原村       | 高座原村                            | 辰水村                     | 辰水村                     | 辰水村                      | 辰水村                       | 辰水村                       | 昭和29年10月1日 美里村      | 昭和29年10月1日 美里村      | 安芸郡 美里村               | 美里村                          | 美里村                      | 平成18年1月1日 津市   | 津市   |
| 安 濃 郡 | 船山村         | 船山村         | 船山村                              | 辰水村                     | 辰水村                     | 辰水村                      | 辰水村                       | 辰水村                       | 昭和29年10月1日 美里村      | 昭和29年10月1日 美里村      | 安芸郡 美里村               | 美里村                          | 美里村                      | 平成18年1月1日 津市   | 津市   |
| 安 濃 郡 | 日南田村       | 日南田村       | 日南田村                            | 辰水村                     | 辰水村                     | 辰水村                      | 辰水村                       | 辰水村                       | 昭和29年10月1日 美里村      | 昭和29年10月1日 美里村      | 安芸郡 美里村               | 美里村                          | 美里村                      | 平成18年1月1日 津市   | 津市   |
| 安 濃 郡 | 長谷場村       | 長谷場村       | 長谷場村                            | 片田村                     | 片田村                     | 片田村                      | 片田村                       | 片田村                       | 昭和29年8月1日 津市に編入   | 津市                        | 津市                        | 津市                            | 津市                        | 平成18年1月1日 津市   | 津市   |
| 安 濃 郡 | 田中村         | 田中村         | 田中村                              | 片田村                     | 片田村                     | 片田村                      | 片田村                       | 片田村                       | 昭和29年8月1日 津市に編入   | 津市                        | 津市                        | 津市                            | 津市                        | 平成18年1月1日 津市   | 津市   |
| 安 濃 郡 | 志袋村         | 志袋村         | 志袋村                              | 片田村                     | 片田村                     | 片田村                      | 片田村                       | 片田村                       | 昭和29年8月1日 津市に編入   | 津市                        | 津市                        | 津市                            | 津市                        | 平成18年1月1日 津市   | 津市   |
| 安 濃 郡 | 井戸村         | 井戸村         | 井戸村                              | 片田村                     | 片田村                     | 片田村                      | 片田村                       | 片田村                       | 昭和29年8月1日 津市に編入   | 津市                        | 津市                        | 津市                            | 津市                        | 平成18年1月1日 津市   | 津市   |
| 安 濃 郡 | 片田村         | 片田村         | 片田村                              | 片田村                     | 片田村                     | 片田村                      | 片田村                       | 片田村                       | 昭和29年8月1日 津市に編入   | 津市                        | 津市                        | 津市                            | 津市                        | 平成18年1月1日 津市   | 津市   |
| 安 濃 郡 | 久保村         | 久保村         | 久保村                              | 片田村                     | 片田村                     | 片田村                      | 片田村                       | 片田村                       | 昭和29年8月1日 津市に編入   | 津市                        | 津市                        | 津市                            | 津市                        | 平成18年1月1日 津市   | 津市   |
| 安 濃 郡 | 薬王寺村       | 薬王寺村       | 薬王寺村                            | 片田村                     | 片田村                     | 片田村                      | 片田村                       | 片田村                       | 昭和29年8月1日 津市に編入   | 津市                        | 津市                        | 津市                            | 津市                        | 平成18年1月1日 津市   | 津市   |
| 安 濃 郡 | 長谷村         | 長谷村         | 長谷村                              | 片田村                     | 片田村                     | 片田村                      | 片田村                       | 片田村                       | 昭和29年8月1日 津市に編入   | 津市                        | 津市                        | 津市                            | 津市                        | 平成18年1月1日 津市   | 津市   |
| 一 志 郡 | 垂水村         | 垂水村         | 明治5年 安濃郡所属変更 安濃郡垂水村 | 藤水村                     | 藤水村                     | 藤水村                      | 藤水村                       | 昭和11年3月1日 津市に編入    | 津市                        | 津市                        | 津市                        | 津市                            | 津市                        | 平成18年1月1日 津市   | 津市   |
| 一 志 郡 | 藤方村         | 一部を除く     | 明治5年 所属変更 安濃郡藤方村       | 藤水村                     | 藤水村                     | 藤水村                      | 藤水村                       | 昭和11年3月1日 津市に編入    | 津市                        | 津市                        | 津市                        | 津市                            | 津市                        | 平成18年1月1日 津市   | 津市   |
| 一 志 郡 | 藤方村         | 一部           | 明治5年 所属変更 安濃郡藤方村       | 津市                       | 津市                       | 津市                        | 津市                         | 津市                         | 津市                        | 津市                        | 津市                        | 津市                            | 津市                        | 平成18年1月1日 津市   | 津市   |
| 一 志 郡 | 伊予町         | 伊予町         | 明治5年 所属変更 安濃郡伊予町       | 津市                       | 津市                       | 津市                        | 津市                         | 津市                         | 津市                        | 津市                        | 津市                        | 津市                            | 津市                        | 平成18年1月1日 津市   | 津市   |
| 一 志 郡 | 八幡町         | 八幡町         | 明治5年 所属変更 安濃郡八幡町       | 津市                       | 津市                       | 津市                        | 津市                         | 津市                         | 津市                        | 津市                        | 津市                        | 津市                            | 津市                        | 平成18年1月1日 津市   | 津市   |
| 安 濃 郡 | 乙部村         | 一部           | 乙部村                              | 津市                       | 津市                       | 津市                        | 津市                         | 津市                         | 津市                        | 津市                        | 津市                        | 津市                            | 津市                        | 平成18年1月1日 津市   | 津市   |
| 安 濃 郡 | 乙部村         | 一部を除く     | 乙部村                              | 建部村                     | 建部村                     | 建部村                      | 明治42年4月1日 津市に編入    | 津市                         | 津市                        | 津市                        | 津市                        | 津市                            | 津市                        | 平成18年1月1日 津市   | 津市   |
| 安 濃 郡 | 中河原村       | 大部分         | 中河原村                            | 建部村                     | 建部村                     | 建部村                      | 明治42年4月1日 津市に編入    | 津市                         | 津市                        | 津市                        | 津市                        | 津市                            | 津市                        | 平成18年1月1日 津市   | 津市   |
| 安 濃 郡 | 中河原村       | 一部           | 中河原村                            | 塔世村                     | 塔世村                     | 塔世村                      | 明治42年4月1日 津市に編入    | 津市                         | 津市                        | 津市                        | 津市                        | 津市                            | 津市                        | 平成18年1月1日 津市   | 津市   |
| 安 濃 郡 | 下部田村       | 一部を除く     | 下部田村                            | 塔世村                     | 塔世村                     | 塔世村                      | 明治42年4月1日 津市に編入    | 津市                         | 津市                        | 津市                        | 津市                        | 津市                            | 津市                        | 平成18年1月1日 津市   | 津市   |
| 安 濃 郡 | 下部田村       | 一部           | 下部田村                            | 津市                       | 津市                       | 津市                        | 津市                         | 津市                         | 津市                        | 津市                        | 津市                        | 津市                            | 津市                        | 平成18年1月1日 津市   | 津市   |
| 安 濃 郡 | 塔世村         | 一部           | 塔世村                              | 津市                       | 津市                       | 津市                        | 津市                         | 津市                         | 津市                        | 津市                        | 津市                        | 津市                            | 津市                        | 平成18年1月1日 津市   | 津市   |
| 安 濃 郡 | 塔世村         | 一部を除く     | 塔世村                              | 塔世村                     | 塔世村                     | 塔世村                      | 明治42年4月1日 津市に編入    | 津市                         | 津市                        | 津市                        | 津市                        | 津市                            | 津市                        | 平成18年1月1日 津市   | 津市   |
| 安 濃 郡 | 半田村         | 半田村         | 半田村                              | 神戸村                     | 神戸村                     | 神戸村                      | 神戸村                       | 昭和18年8月31日 津市に編入   | 津市                        | 津市                        | 津市                        | 津市                            | 津市                        | 平成18年1月1日 津市   | 津市   |
| 安 濃 郡 | 神戸村         | 神戸村         | 神戸村                              | 神戸村                     | 神戸村                     | 神戸村                      | 神戸村                       | 昭和18年8月31日 津市に編入   | 津市                        | 津市                        | 津市                        | 津市                            | 津市                        | 平成18年1月1日 津市   | 津市   |
| 安 濃 郡 | 野田村         | 野田村         | 野田村                              | 神戸村                     | 神戸村                     | 神戸村                      | 神戸村                       | 昭和18年8月31日 津市に編入   | 津市                        | 津市                        | 津市                        | 津市                            | 津市                        | 平成18年1月1日 津市   | 津市   |
| 安 濃 郡 | 納所村         | 納所村         | 納所村                              | 安東村                     | 安東村                     | 安東村                      | 安東村                       | 昭和18年8月31日 津市に編入   | 津市                        | 津市                        | 津市                        | 津市                            | 津市                        | 平成18年1月1日 津市   | 津市   |
| 安 濃 郡 | 北河路村       | 北河路村       | 北河路村                            | 安東村                     | 安東村                     | 安東村                      | 安東村                       | 昭和18年8月31日 津市に編入   | 津市                        | 津市                        | 津市                        | 津市                            | 津市                        | 平成18年1月1日 津市   | 津市   |
| 安 濃 郡 | 一色村         | 一色村         | 一色村                              | 安東村                     | 安東村                     | 安東村                      | 安東村                       | 昭和18年8月31日 津市に編入   | 津市                        | 津市                        | 津市                        | 津市                            | 津市                        | 平成18年1月1日 津市   | 津市   |
| 安 濃 郡 | 観音寺村       | 観音寺村       | 観音寺村                            | 安東村                     | 安東村                     | 安東村                      | 安東村                       | 昭和18年8月31日 津市に編入   | 津市                        | 津市                        | 津市                        | 津市                            | 津市                        | 平成18年1月1日 津市   | 津市   |
| 安 濃 郡 | 渋見村         | 渋見村         | 渋見村                              | 安東村                     | 安東村                     | 安東村                      | 安東村                       | 昭和18年8月31日 津市に編入   | 津市                        | 津市                        | 津市                        | 津市                            | 津市                        | 平成18年1月1日 津市   | 津市   |
| 安 濃 郡 | 長岡村         | 長岡村         | 長岡村                              | 安東村                     | 安東村                     | 安東村                      | 安東村                       | 昭和18年8月31日 津市に編入   | 津市                        | 津市                        | 津市                        | 津市                            | 津市                        | 平成18年1月1日 津市   | 津市   |
| 安 濃 郡 | 河辺村         | 河辺村         | 河辺村                              | 安東村                     | 安東村                     | 安東村                      | 安東村                       | 昭和18年8月31日 津市に編入   | 津市                        | 津市                        | 津市                        | 津市                            | 津市                        | 平成18年1月1日 津市   | 津市   |
| 安 濃 郡 | 中跡部村       | 中跡部村       | 明治7年 相生村                      | 安東村                     | 安東村                     | 安東村                      | 安東村                       | 昭和18年8月31日 津市に編入   | 津市                        | 津市                        | 津市                        | 津市                            | 津市                        | 平成18年1月1日 津市   | 津市   |
| 安 濃 郡 | 跡部村         |                | 明治7年 相生村                      | 安東村                     | 安東村                     | 安東村                      | 安東村                       | 昭和18年8月31日 津市に編入   | 津市                        | 津市                        | 津市                        | 津市                            | 津市                        | 平成18年1月1日 津市   | 津市   |
| 安 濃 郡 | 鹿毛村         |                | 明治7年 相生村                      | 安東村                     | 安東村                     | 安東村                      | 安東村                       | 昭和18年8月31日 津市に編入   | 津市                        | 津市                        | 津市                        | 津市                            | 津市                        | 平成18年1月1日 津市   | 津市   |
| 安 濃 郡 | 殿村           | 殿村           | 殿村                                | 櫛形村                     | 櫛形村                     | 櫛形村                      | 櫛形村                       | 昭和18年8月31日 津市に編入   | 津市                        | 津市                        | 津市                        | 津市                            | 津市                        | 平成18年1月1日 津市   | 津市   |
| 安 濃 郡 | 産品村         | 産品村         | 産品村                              | 櫛形村                     | 櫛形村                     | 櫛形村                      | 櫛形村                       | 昭和18年8月31日 津市に編入   | 津市                        | 津市                        | 津市                        | 津市                            | 津市                        | 平成18年1月1日 津市   | 津市   |
| 安 濃 郡 | 小舟村         | 小舟村         | 小舟村                              | 櫛形村                     | 櫛形村                     | 櫛形村                      | 櫛形村                       | 昭和18年8月31日 津市に編入   | 津市                        | 津市                        | 津市                        | 津市                            | 津市                        | 平成18年1月1日 津市   | 津市   |
| 安 濃 郡 | 分部村         | 分部村         | 分部村                              | 櫛形村                     | 櫛形村                     | 櫛形村                      | 櫛形村                       | 昭和18年8月31日 津市に編入   | 津市                        | 津市                        | 津市                        | 津市                            | 津市                        | 平成18年1月1日 津市   | 津市   |
| 安 濃 郡 | 刑部村         | 刑部村         | 刑部村                              | 新町                       | 新町                       | 新町                        | 新町                         | 昭和9年6月1日 津市に編入     | 津市                        | 津市                        | 津市                        | 津市                            | 津市                        | 平成18年1月1日 津市   | 津市   |
| 安 濃 郡 | 神納村         | 神納村         | 神納村                              | 新町                       | 新町                       | 新町                        | 新町                         | 昭和9年6月1日 津市に編入     | 津市                        | 津市                        | 津市                        | 津市                            | 津市                        | 平成18年1月1日 津市   | 津市   |
| 安 濃 郡 | 南河路村       | 南河路村       | 南河路村                            | 新町                       | 新町                       | 新町                        | 新町                         | 昭和9年6月1日 津市に編入     | 津市                        | 津市                        | 津市                        | 津市                            | 津市                        | 平成18年1月1日 津市   | 津市   |
| 安 濃 郡 | 古河村         | 一部を除く     | 古河村                              | 新町                       | 新町                       | 新町                        | 新町                         | 昭和9年6月1日 津市に編入     | 津市                        | 津市                        | 津市                        | 津市                            | 津市                        | 平成18年1月1日 津市   | 津市   |
| 安 濃 郡 | 古河村         | 一部           | 古河村                              | 津市                       | 津市                       | 津市                        | 津市                         | 津市                         | 津市                        | 津市                        | 津市                        | 津市                            | 津市                        | 平成18年1月1日 津市   | 津市   |
| 安 濃 郡 | 津城下         | 津城下         | 津城下                              | 津市                       | 津市                       | 津市                        | 津市                         | 津市                         | 津市                        | 津市                        | 津市                        | 津市                            | 津市                        | 平成18年1月1日 津市   | 津市   |
| 安 濃 郡 | 岩田村         | 岩田村         | 岩田村                              | 津市                       | 津市                       | 津市                        | 津市                         | 津市                         | 津市                        | 津市                        | 津市                        | 津市                            | 津市                        | 平成18年1月1日 津市   | 津市   |
| 安 濃 郡 | 津興村         | 津興村         | 津興村                              | 津市                       | 津市                       | 津市                        | 津市                         | 津市                         | 津市                        | 津市                        | 津市                        | 津市                            | 津市                        | 平成18年1月1日 津市   | 津市   |
| 奄 芸 郡 | 大部田村       | 大部田村       | 明治8年 大部田村                    | 津市                       | 津市                       | 津市                        | 津市                         | 津市                         | 津市                        | 津市                        | 津市                        | 津市                            | 津市                        | 平成18年1月1日 津市   | 津市   |
| 奄 芸 郡 | 松本崎村       |                | 明治8年 大部田村                    | 津市                       | 津市                       | 津市                        | 津市                         | 津市                         | 津市                        | 津市                        | 津市                        | 津市                            | 津市                        | 平成18年1月1日 津市   | 津市   |
| 奄 芸 郡 | 白塚村         | 白塚村         | 白塚村                              | 白塚村                     | 白塚村                     | 河芸郡 白塚村               | 白塚村                       | 昭和22年7月1日 町制 白塚町   | 昭和29年8月1日 津市に編入   | 津市                        | 津市                        | 津市                            | 津市                        | 平成18年1月1日 津市   | 津市   |
| 奄 芸 郡 | 小川村         | 小川村         | 小川村                              | 栗真村                     | 栗真村                     | 河芸郡 栗真村               | 栗真村                       | 栗真村                       | 昭和29年8月1日 津市に編入   | 津市                        | 津市                        | 津市                            | 津市                        | 平成18年1月1日 津市   | 津市   |
| 奄 芸 郡 | 中山村         | 中山村         | 中山村                              | 栗真村                     | 栗真村                     | 河芸郡 栗真村               | 栗真村                       | 栗真村                       | 昭和29年8月1日 津市に編入   | 津市                        | 津市                        | 津市                            | 津市                        | 平成18年1月1日 津市   | 津市   |
| 奄 芸 郡 | 町屋村         | 町屋村         | 町屋村                              | 栗真村                     | 栗真村                     | 河芸郡 栗真村               | 栗真村                       | 栗真村                       | 昭和29年8月1日 津市に編入   | 津市                        | 津市                        | 津市                            | 津市                        | 平成18年1月1日 津市   | 津市   |
| 奄 芸 郡 | 一身田村       | 一身田村       | 一身田村                            | 一身田村                   | 一身田村                   | 河芸郡 一身田村             | 明治44年4月1日 町制 一身田町 | 一身田町                     | 昭和29年1月15日 津市に編入  | 津市                        | 津市                        | 津市                            | 津市                        | 平成18年1月1日 津市   | 津市   |
| 奄 芸 郡 | 今井谷村       | 今井谷村       | 明治9年 豊野村                      | 一身田村                   | 一身田村                   | 河芸郡 一身田村             | 明治44年4月1日 町制 一身田町 | 一身田町                     | 昭和29年1月15日 津市に編入  | 津市                        | 津市                        | 津市                            | 津市                        | 平成18年1月1日 津市   | 津市   |
| 奄 芸 郡 | 田端村         |                | 明治9年 豊野村                      | 一身田村                   | 一身田村                   | 河芸郡 一身田村             | 明治44年4月1日 町制 一身田町 | 一身田町                     | 昭和29年1月15日 津市に編入  | 津市                        | 津市                        | 津市                            | 津市                        | 平成18年1月1日 津市   | 津市   |
| 奄 芸 郡 | 平野村         | 平野村         | 平野村                              | 一身田村                   | 一身田村                   | 河芸郡 一身田村             | 明治44年4月1日 町制 一身田町 | 一身田町                     | 昭和29年1月15日 津市に編入  | 津市                        | 津市                        | 津市                            | 津市                        | 平成18年1月1日 津市   | 津市   |
| 奄 芸 郡 | 大古曽村       | 大古曽村       | 大古曽村                            | 一身田村                   | 一身田村                   | 河芸郡 一身田村             | 明治44年4月1日 町制 一身田町 | 一身田町                     | 昭和29年1月15日 津市に編入  | 津市                        | 津市                        | 津市                            | 津市                        | 平成18年1月1日 津市   | 津市   |
| 奄 芸 郡 | 中野村         | 中野村         | 中野村                              | 一身田村                   | 一身田村                   | 河芸郡 一身田村             | 明治44年4月1日 町制 一身田町 | 一身田町                     | 昭和29年1月15日 津市に編入  | 津市                        | 津市                        | 津市                            | 津市                        | 平成18年1月1日 津市   | 津市   |
| 奄 芸 郡 | 上津部田村     | 上津部田村     | 上津部田村                          | 一身田村                   | 一身田村                   | 河芸郡 一身田村             | 明治44年4月1日 町制 一身田町 | 一身田町                     | 昭和29年1月15日 津市に編入  | 津市                        | 津市                        | 津市                            | 津市                        | 平成18年1月1日 津市   | 津市   |
| 奄 芸 郡 | 窪田村         | 一部           | 窪田村                              | 一身田村                   | 一身田村                   | 河芸郡 一身田村             | 明治44年4月1日 町制 一身田町 | 一身田町                     | 昭和29年1月15日 津市に編入  | 津市                        | 津市                        | 津市                            | 津市                        | 平成18年1月1日 津市   | 津市   |
| 奄 芸 郡 | 窪田村         | 大部分         | 窪田村                              | 大里村                     | 大里村                     | 河芸郡 大里村               | 大里村                       | 大里村                       | 大里村                      | 大里村                      | 安芸郡 大里村               | 昭和32年1月15日 豊里村          | 昭和48年2月1日 津市に編入   | 平成18年1月1日 津市   | 津市   |
| 奄 芸 郡 | 川北村         | 川北村         | 川北村                              | 大里村                     | 大里村                     | 河芸郡 大里村               | 大里村                       | 大里村                       | 大里村                      | 大里村                      | 安芸郡 大里村               | 昭和32年1月15日 豊里村          | 昭和48年2月1日 津市に編入   | 平成18年1月1日 津市   | 津市   |
| 奄 芸 郡 | 睦合村         | 睦合村         | 睦合村                              | 大里村                     | 大里村                     | 河芸郡 大里村               | 大里村                       | 大里村                       | 大里村                      | 大里村                      | 安芸郡 大里村               | 昭和32年1月15日 豊里村          | 昭和48年2月1日 津市に編入   | 平成18年1月1日 津市   | 津市   |
| 奄 芸 郡 | 小野田村       | 小野田村       | 小野田村                            | 大里村                     | 大里村                     | 河芸郡 大里村               | 大里村                       | 大里村                       | 大里村                      | 大里村                      | 安芸郡 大里村               | 昭和32年1月15日 豊里村          | 昭和48年2月1日 津市に編入   | 平成18年1月1日 津市   | 津市   |
| 奄 芸 郡 | 野田村         | 野田村         | 野田村                              | 大里村                     | 大里村                     | 河芸郡 大里村               | 大里村                       | 大里村                       | 大里村                      | 大里村                      | 安芸郡 大里村               | 昭和32年1月15日 豊里村          | 昭和48年2月1日 津市に編入   | 平成18年1月1日 津市   | 津市   |
| 奄 芸 郡 | 山室村         | 山室村         | 山室村                              | 大里村                     | 大里村                     | 河芸郡 大里村               | 大里村                       | 大里村                       | 大里村                      | 大里村                      | 安芸郡 大里村               | 昭和32年1月15日 豊里村          | 昭和48年2月1日 津市に編入   | 平成18年1月1日 津市   | 津市   |
| 奄 芸 郡 | 高野尾村       | 高野尾村       | 明治初年 高野尾村                   | 高野尾村                   | 高野尾村                   | 河芸郡 高野尾村             | 高野尾村                     | 高野尾村                     | 高野尾村                    | 高野尾村                    | 安芸郡 高野尾村             | 昭和32年1月15日 豊里村          | 昭和48年2月1日 津市に編入   | 平成18年1月1日 津市   | 津市   |
| 奄 芸 郡 | 高野尾無里     |                | 明治初年 高野尾村                   | 高野尾村                   | 高野尾村                   | 河芸郡 高野尾村             | 高野尾村                     | 高野尾村                     | 高野尾村                    | 高野尾村                    | 安芸郡 高野尾村             | 昭和32年1月15日 豊里村          | 昭和48年2月1日 津市に編入   | 平成18年1月1日 津市   | 津市   |
| 奄 芸 郡 | 上野村         | 上野村         | 上野村                              | 上野村                     | 上野村                     | 河芸郡 上野村               | 上野村                       | 上野村                       | 昭和29年10月15日 河芸町     | 昭和29年10月15日 河芸町     | 安芸郡 河芸町               | 河芸町                          | 河芸町                      | 平成18年1月1日 津市   | 津市   |
| 奄 芸 郡 | 千里村         | 千里村         | 明治8年 千里村                      | 上野村                     | 上野村                     | 河芸郡 上野村               | 上野村                       | 上野村                       | 昭和29年10月15日 河芸町     | 昭和29年10月15日 河芸町     | 安芸郡 河芸町               | 河芸町                          | 河芸町                      | 平成18年1月1日 津市   | 津市   |
| 奄 芸 郡 | 大別保村       |                | 明治8年 千里村                      | 上野村                     | 上野村                     | 河芸郡 上野村               | 上野村                       | 上野村                       | 昭和29年10月15日 河芸町     | 昭和29年10月15日 河芸町     | 安芸郡 河芸町               | 河芸町                          | 河芸町                      | 平成18年1月1日 津市   | 津市   |
| 奄 芸 郡 | 久知野村       | 久知野村       | 久知野村                            | 上野村                     | 上野村                     | 河芸郡 上野村               | 上野村                       | 上野村                       | 昭和29年10月15日 河芸町     | 昭和29年10月15日 河芸町     | 安芸郡 河芸町               | 河芸町                          | 河芸町                      | 平成18年1月1日 津市   | 津市   |
| 奄 芸 郡 | 中瀬村         | 中瀬村         | 中瀬村                              | 上野村                     | 上野村                     | 河芸郡 上野村               | 上野村                       | 上野村                       | 昭和29年10月15日 河芸町     | 昭和29年10月15日 河芸町     | 安芸郡 河芸町               | 河芸町                          | 河芸町                      | 平成18年1月1日 津市   | 津市   |
| 奄 芸 郡 | 中別保村       | 中別保村       | 明治8年 改称 豊津村                 | 豊津村                     | 豊津村                     | 河芸郡 豊津村               | 豊津村                       | 豊津村                       | 昭和29年10月15日 河芸町     | 昭和29年10月15日 河芸町     | 安芸郡 河芸町               | 河芸町                          | 河芸町                      | 平成18年1月1日 津市   | 津市   |
| 奄 芸 郡 | 北黒田村       | 北黒田村       | 北黒田村                            | 黒田村                     | 黒田村                     | 河芸郡 黒田村               | 黒田村                       | 黒田村                       | 昭和29年10月15日 河芸町     | 昭和29年10月15日 河芸町     | 安芸郡 河芸町               | 河芸町                          | 河芸町                      | 平成18年1月1日 津市   | 津市   |
| 奄 芸 郡 | 三行村         | 三行村         | 三行村                              | 黒田村                     | 黒田村                     | 河芸郡 黒田村               | 黒田村                       | 黒田村                       | 昭和29年10月15日 河芸町     | 昭和29年10月15日 河芸町     | 安芸郡 河芸町               | 河芸町                          | 河芸町                      | 平成18年1月1日 津市   | 津市   |
| 奄 芸 郡 | 浜田村         | 浜田村         | 浜田村                              | 黒田村                     | 黒田村                     | 河芸郡 黒田村               | 黒田村                       | 黒田村                       | 昭和29年10月15日 河芸町     | 昭和29年10月15日 河芸町     | 安芸郡 河芸町               | 河芸町                          | 河芸町                      | 平成18年1月1日 津市   | 津市   |
| 奄 芸 郡 | 赤部村         | 赤部村         | 赤部村                              | 黒田村                     | 黒田村                     | 河芸郡 黒田村               | 黒田村                       | 黒田村                       | 昭和29年10月15日 河芸町     | 昭和29年10月15日 河芸町     | 安芸郡 河芸町               | 河芸町                          | 河芸町                      | 平成18年1月1日 津市   | 津市   |
| 奄 芸 郡 | 南黒田村       | 南黒田村       | 南黒田村                            | 黒田村                     | 黒田村                     | 河芸郡 黒田村               | 黒田村                       | 黒田村                       | 昭和29年10月15日 河芸町     | 昭和29年10月15日 河芸町     | 安芸郡 河芸町               | 河芸町                          | 河芸町                      | 平成18年1月1日 津市   | 津市   |
| 奄 芸 郡 | 高佐村         | 高佐村         | 高佐村                              | 黒田村                     | 黒田村                     | 河芸郡 黒田村               | 黒田村                       | 黒田村                       | 昭和29年10月15日 河芸町     | 昭和29年10月15日 河芸町     | 安芸郡 河芸町               | 河芸町                          | 河芸町                      | 平成18年1月1日 津市   | 津市   |